# Cañón Tsar

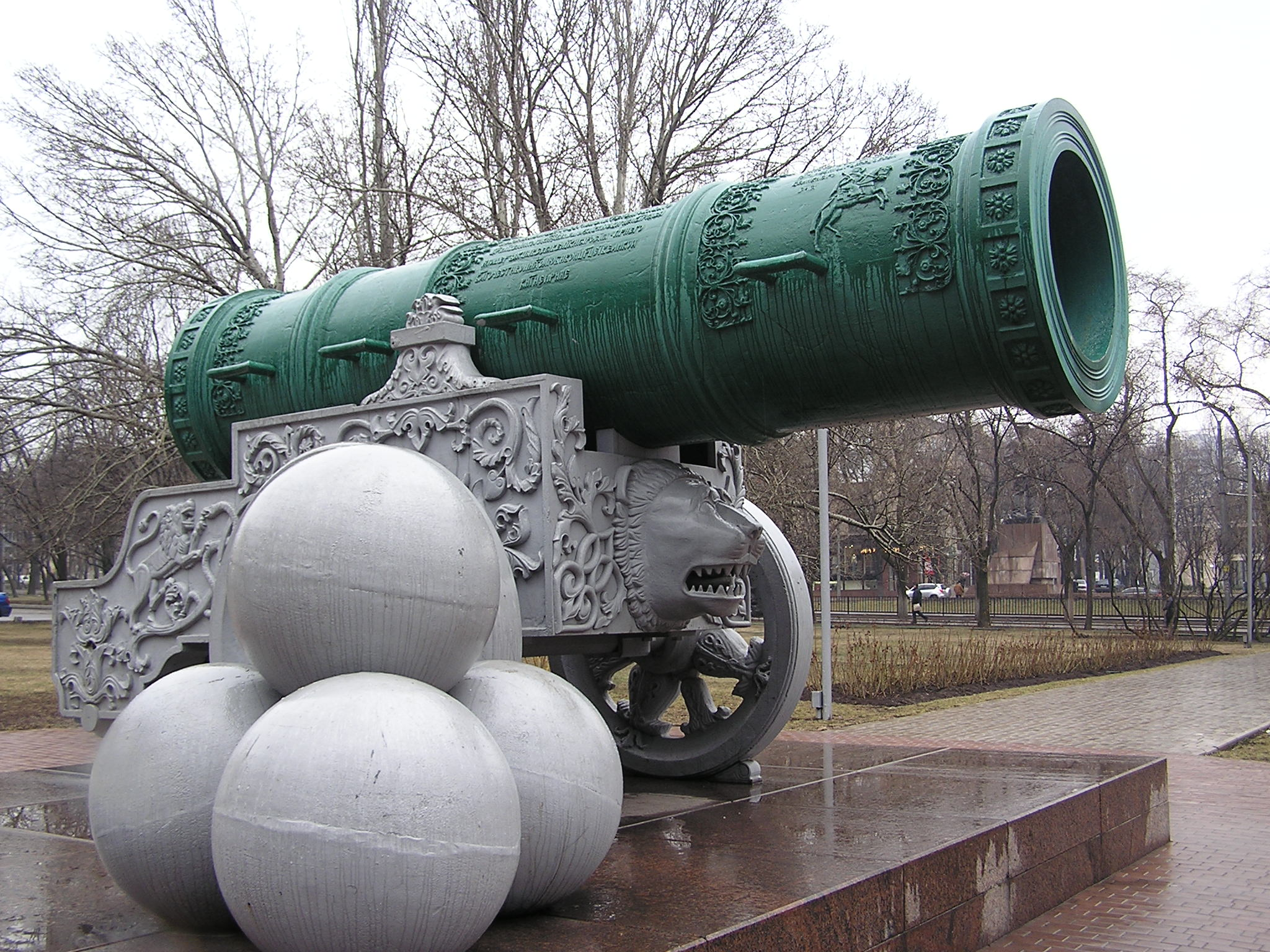
Zar Pushka de Donetsk.

El cañón Tsar Pushka o Zar Pushka  (en ruso: Царь-пушка, literalmente 'Cañón Zar') fue puesto en servicio en 1586 por el zar Fiódor I de Rusia, hijo de Iván IV. El cañón pesa 39,31 t y tiene una longitud de 5,34 m, un calibre de 1530 mm y un diámetro externo de 1,2 m. Es probablemente el de mayor calibre del mundo. El cañón Gran Berta le supera en peso y longitud.
Se cree que el Cañón Zar nunca fue utilizado; sin embargo, es probable que fuera pensado como una muestra del poderío militar desde el principio. Algunos investigadores sostienen que este cañón no podría lanzar proyectiles de dos toneladas, y que su propósito sería disparar metralla hecha de piedra.
El cañón está adornado con relieves, incluyendo uno del Zar Fiódor Ivánovich en un caballo. La cureña de madera original fue construida a principios del siglo XIX, pero quedó destruida por el fuego en 1812. La cureña y los proyectiles actuales fueron añadidos en 1835.
El cañón está situado dentro de las murallas del Kremlin de Moscú, al lado del Tsar Kólokol, la campana más grande del mundo. Fue restaurado por última vez en 1980. El Libro Guinness de los Récords lo nombra como el cañón de avancarga más grande jamás construido.
Los proyectiles que reposan junto al Cañón del Zar nunca fueron pensados para su utilización, y de hecho su diámetro es superior al de la abertura del cañón. Según la leyenda, los proyectiles fueron fabricados en San Petersburgo una pulgada demasiado grandes, a modo de broma teniendo en cuenta la eterna rivalidad amistosa existente entre Moscú y San Petersburgo.
En el año 2001 la fábrica de maquinarias de Izhevsk construyó una réplica del cañón que fue entregada a la ciudad ucraniana de Donetsk y que ahora está instalada cerca del edificio de la administración de la ciudad.